# Monique Knol
Monique Knol née le 31 mars 1964 à Wolvega, est une ancienne coureuse cycliste néerlandaise. Elle a été championne olympique de la course en ligne en 1988 à Séoul et a remporté la médaille de bronze de cette discipline aux Jeux de Barcelone en 1992.

## Palmarès
- 1986
  -  Championne des Pays-Bas de vitesse individuelle
- 1987
  - 2e étape du Tour du Texas
  - 3e étape du Omloop van `t Molenheike
  - 4e et 5e étapes du Tour de Norvège
- 1988
  -  Championne olympique de la course en ligne
  -  Championne des Pays-Bas sur route
  - 2e, 6e, 7e et 8e étapes du Tour du Texas
  - Prologue, 1re et 8e étapes du Tour de Norvège
  - 1re et 3e étapes du Tour de France féminin
  - 3e du Tour du Texas
  - 3e du Driedaagse van Pattensen
- 1989
  - Rund um den Henniger Turm
  - 1re et 2e étapes de l'Étoile Vosgienne
  - Prologue et 7e étapes de Tour de l'Aude
  - 2e et 4e étapes du Tour de Norvège
  - 2e, 3e, 11e et 12e étapes du Tour de France féminin
- 1990
  - Championne du monde du contre-la-montre par équipes de 50 km (avec Leontien van Moorsel, Astrid Schop, Cora Westland)
  - 2e, 5e, 6e et 9e étapes du Tour du Texas
  - 1re, 2e et 4e étapes de l'Étoile Vosgienne
  - 3e étape de Tour de l'Aude
  - 1re étape du Omloop van `t Molenheike
- 1991
  - Rund um den Henninger Turm
  - 1re étape de l'Étoile Vosgienne
  - 3e étape du Omloop van `t Molenheike
  - Tygrikeskupen
    - Classement général
    - 1re, 3e et 5e étapes
- 1992
  - Tjejtrampet
  - Tour de Majorque
    - Classement général
    - 1re, 2e, 3e et 4e étapes

  - 1re étape des Trois jours de Vendée
  - 4e étape de l'Étoile Vosgienne
  - 1re et 6e étapes de Tour de l'Aude
  - 4e et 6e étapes du Tour de Belgique
  -  Médaillée de bronze de la course en ligne des Jeux olympiques
- 1993
  - Tjejtrampet
  - 4e étapes du Tour de Majorque
  - 1re et 2e étapes du Tour de Belgique
  - 2e et 4e étapes du Tour Cycliste Feminin
  - 2e du Tour de Belgique
- 1994
  - Tjejtrampet
- 1996
  - Tjejtrampet

## Distinctions
- Cycliste néerlandaise de l'année : 1988 et 1989